# یانا ریبارووا
یانا ریبارووا (چکی: Jana Rybářová؛ ۳۱ مارس ۱۹۳۶ – ۱۱ فوریهٔ ۱۹۵۷) بازیگر اهل چکسلواکی بود.
استعداد و هنر وی را واتسلاو کرشکا کشف کرد و با آنکه تنها ۶ فیلم بلند بازی کرد، اما او را یکی از برجسته‌ترین بازیگران دههٔ ۱۹۵۰ چکسلواکی می‌دانند.
از فیلم‌هایی که وی در آن‌ها نقش داشته‌است، می‌توان به باد سیمگون اشاره نمود.